# Borceag, Cahul
Borceag este un sat din raionul Cahul, Republica Moldova.

## Geografie
În apropiere de Borceag este amplasată pădurea cu același nume, care este o arie protejată.

## Istoric
De la 3 iulie 1950 până la 22 ianuarie 1992, satul s-a numit Biruința.

## Demografie
Structură etnică
     moldoveni (90,14%)
     ucraineni (1,19%)
     ruși (1,19%)
     găgăuzi (4,06%)
     bulgari (1,62%)
     români (1,37%)
     evrei (0%)
     polonezi (0%)
     țigani (0%)
     alte etnii / nedeclarată (0,43%)
Conform datelor recensământului din 2004, populația localității este de 1.602 locuitori, dintre care 777 (48,5%) bărbați și 825 (51,5%) femei. Structura etnică a populației în cadrul localității arată astfel:
- moldoveni — 1.444;
- ucraineni — 19;
- ruși — 19;
- găgăuzi — 65;
- bulgari — 26;
- români — 22;
- altele / nedeclarată — 7.

## Administrație și politică
Componența Consiliului local Borceag (9 consilieri), ales la 5 noiembrie 2023, este următoarea:
|  | Partid                                       | Consilieri | Componență | Componență | Componență | Componență |
|  | -------------------------------------------- | ---------- | ---------- | ---------- | ---------- | ---------- |
|  | Partidul Acțiune și Solidaritate             | 4          |            |            |            |            |
|  | Partidul Democrat Modern din Moldova         | 2          |            |            |            |            |
|  | Partidul Liberal Democrat din Moldova        | 1          |            |            |            |            |
|  | Partidul Socialiștilor din Republica Moldova | 1          |            |            |            |            |
|  | Candidat independent NICOLAE CERNIOGLO       | 1          |            |            |            |            |

## Economie
Pe teritoriului localității se află o fabrică de vinuri.